# Jan Kobylka
Jan Kobylka (* 14. prosince 1940 Praha) je český psycholog a psychoterapeut a bývalý politik, po sametové revoluci československý poslanec Sněmovny národů Federálního shromáždění za Občanské fórum, později za ODS.

## Biografie
Profesí je psycholog, publikuje odborné studie. Vystudoval Filozofickou fakultu Univerzity Karlovy (obor psychologie). Působí jako konzultant, trenér a psychoterapeut. Specializuje se na oblast managementu a klinickou psychologii, diagnostiku firem a institucí a poradenskou práci pro vrcholové orgány.
Ve volbách roku 1990 zasedl do české části Sněmovny národů Federálního shromáždění (volební obvod Praha) za OF. Po rozkladu OF v roce 1991 přešel do poslaneckého klubu Občanské demokratické strany. Ve Federálním shromáždění setrval do voleb roku 1992.
V letech 1990-1992 zasedal za ČSFR v parlamentním shromáždění Rady Evropy.